# The Heartbreaks
The Heartbreaks je anglická rocková skupina, založená v roce 2009 v Morecambe. Tvoří ji zpěvák Matthew Whitehouse, kytarista Ryan Wallace, baskytarista Christopher Deakin a bubeník Joseph Kondras. Své první album nazvané Funtimes skupina vydala v roce 2012. Druhé album, které se jmenuje We May Yet Stand a Chance, následovalo v roce 2014 a jeho producentem byl Dave Eringa, spolupracovník skupiny Manic Street Preachers.

## Diskografie
- Funtimes (2012)
- We May Yet Stand a Chance (2014)